# Knippelsbro
Knippelsbro [ˈknebəlsbʀoːʔ] ist eine vierspurige Straßenbrücke in Kopenhagen, die über den Inderhavnen (Innenhafen) führt und den Stadtteil Christianshavn mit der Stadtmitte Kopenhagens (Indre By) verbindet. Sie ist eine 115 Meter lange und rund 27 Meter breite Klappbrücke, die bei Bedarf vom Brückenturm aus für den Schiffsverkehr geöffnet werden kann, was jedoch selten geschieht, da sich die Hafenaktivitäten in andere Gegenden verlagert haben.
Die Brücke ist das Motiv auf den neuen 200-Kronen-Banknoten, die seit Oktober 2010 im Umlauf sind. Die von der Künstlerin Karin Birgitte Lund gezeichnete Banknote ist Teil einer 2009 bis 2011 veröffentlichten Serie, die unter anderem dänische Brücken als Thema hat.

## Geschichte
Die erste Brücke an dieser Stelle wurde von 1618 bis 1620 unter Christian IV. errichtet. Sie ist nach dem Brückenwärter Hans Knip benannt, der seinen Dienst 1648 antrat, und hieß bis ins 19. Jahrhundert Knippensbro. Nachfolgerbauten waren eine 86 Meter lange Eisenbrücke von 1869 und die Møllers bro von 1908. Weil die letztgenannte mit dem steigenden Verkehrsaufkommen Anfang der 1920er Jahre nicht Schritt halten konnte, wurde der Bau einer neuen – der heutigen – Brücke beschlossen, die nach zweijähriger Bauzeit am 17. Dezember 1937 eingeweiht wurde.
Im Film Fräulein Smillas Gespür für Schnee (1997) von Bille August ist die Brücke in einer Eingangsszene der Ausgangspunkt für den Plot. Außerdem hat sie einen kurzen Auftritt im Film Der (voraussichtlich) letzte Streich der Olsenbande von 1974.
Am 12. Dezember 2009 war die Brücke Plattform für einen Protest gegen den Kopenhagener Klimagipfel.